# 张启楣
张启楣（1940年12月—2020年4月12日），男，浙江绍兴人，中华人民共和国政治人物，浙江省人民政府原副省长，浙江省高级人民法院原院长、党组书记。